# Jérôme Cousin
Jérôme Cousin (ur. 5 czerwca 1989 w Saint-Sébastien-sur-Loire) – francuski kolarz szosowy, zawodnik profesjonalnej drużyny Direct Énergie. Do zawodowego peletonu należy od 2010.

## Najważniejsze osiągnięcia
- 2011
  - 7. miejsce w Post Danmark Rundt
  - 9. miejsce w Polynormande
- 2012
  - 1. miejsce w Tour de Normandie
    - 1. miejsce na 2. etapie

  - 1. miejsce na 3.etapie Rhône-Alpes Isère Tour
- 2013
  - Nagroda walecznego na 1. i 10. etapie Tour de France
  - 2. miejsce w Étoile de Bessèges
    - 1. miejsce w klasyfikacji młodzieżowej
    - 1. miejsce na 3.etapie
- 2018
  - 1. miejsce na 5. etapie Paryż-Nicea